# Belfagor (divinità)

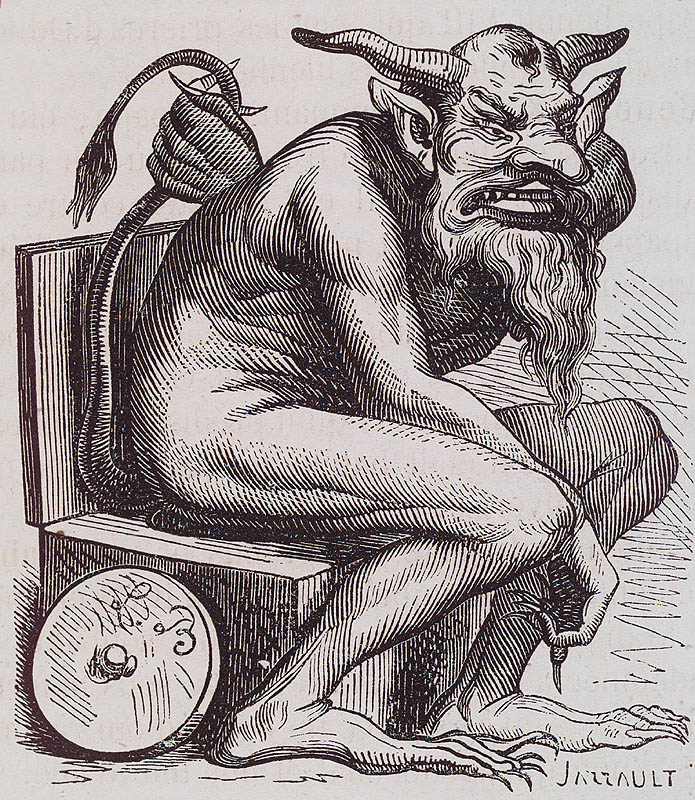
Belfagor, come viene raffigurato nel Dictionnaire Infernal

Belfagor (AFI: /belfaˈɡɔr/), o Belfegor, è la principale divinità presso alcune popolazioni semite del Medio Oriente.

## Culto
Dio adorato sul Fegor, montagna d'Assiria, è la stessa divinità caldea che a nome Baal, Belo o Bel è adorata dai popoli d'Oriente sotto il nome di Baal-Berit dagli uni, di Baal-Gad da altri, e da alcuni sotto quello di Baal P'eor; lo si fa risalire etimologicamente dalle antiche lingue semitiche (come il caldeo-babilonese) con il termine composito di Baal-P'eor, letteralmente Signore del monte Peor. Venne adorato dai Moabiti sotto il nome di Beelfegor e dai Cananei sotto quello di Moloch. Potrebbe essere la stessa divinità di Adone; nome con il quale i Siriani adoravano il Sole. 
Fu poi demonizzato da ebrei e cristiani.
Probabilmente con il nascere del monoteismo ebraico, in contrapposizione al politeismo dei vicini cananei, Moloch-Beelfagor divenne per gli israeliti una figura demoniaca da abbattere (si ricordino le distruzioni degli idoli cananei).
Assimilato poi dal Cristianesimo come il diavolo con il nome di Belfagor, nella demonologia cristiana viene raffigurato anche come uno dei sette principi dell'inferno. Belfagor attira le anime degli uomini e li seduce promettendogli scoperte e geniali invenzioni che li renderanno ricchi. Secondo molti demonologi del XVI secolo, egli diviene più potente nel mese di aprile. Egli è inoltre il demone che rappresenta il peccato mortale dell'accidia.

## Belfagor nella cultura di massa
Belfagor è protagonista di numerose opere letterarie, cinematografiche e musicali:
- della novella Belfagor arcidiavolo di Niccolò Machiavelli (1520 c.). In quest'opera, peraltro inusuale nel panorama della produzione machiavelliana, Belfagor viene mandato sulla terra (più precisamente, a Firenze) per prendere moglie e poter così verificare se sia vero che, come sostenuto da molte anime dannate, la maggior parte dei peccati umani è causata dall'influenza nefasta delle donne[3];
- dell'opera lirica Belfagor di Ottorino Respighi (1923);
- del romanzo Belfagor di Arthur Bernède (1925);
- del serial cinematografico Belfagor diretto da Henri Desfontaines (1927);
- del popolare sceneggiato televisivo degli anni sessanta Belfagor o Il fantasma del Louvre con Juliette Gréco;
- Belfagor è il protagonista del film L'arcidiavolo del 1966 con Vittorio Gassmann
- del cartone animato Belfagor del 2001
- del film Belfagor - Il fantasma del Louvre (2001) diretto da Jean-Paul Salomé;

Belfagor viene citato in varie opere, tra cui il Dizionario infernale di Collin de Plancy, il Paradiso perduto di John Milton e I lavoratori del mare di Victor Hugo.
Belfagor è il titolo di una canzone degli Underground Life, presente nel loro album Filosofia dell'Aria, del 1987. È citato anche nella canzone Nel tempo del cantautore Luciano Ligabue. Viene nominato anche nella canzone Suicidol, dell'omonimo album Suicidol di Nitro (rapper), citando nella omonima frase Belfagor o Il fantasma del Louvre. Inoltre, Belfagor viene citato nella canzone Hollywood, dell'album Ill Movement di Mostro in questo pezzo vi hanno partecipato due nomi noti nel genere Rap Nick Sick (Che collabora al disco) e Smacco con l'omonima frase Pregano Belfagor il fantasma del Louvre.
Belfagor, inoltre, appare spesso nella serie di videogiochi JRPG Megami Tensei e nel suo spinoff Persona. 
Il numero primo 1 000 000 000 000 066 600 000 000 000 001 è detto Numero di Belfagor. È un primo palindromo: cioè un numero primo che è anche un numero palindromo.
Belfagor è anche uno dei personaggi antagonisti nella quindicesima stagione della serie televisiva Supernatural; interpretato da Alexander Calvert
Belphegor (traduzione inglese di Belfagor) è anche il nome di una band blackened death metal.
Belphegor è uno dei “notorious slain”, mostri trovabili nel gioco Final Fantasy XVI prodotto da Square Enix.
PZL M-15 Belphegor è il nome di un aereo da lavoro, un progetto polacco dei tempi della Guerra Fredda. Questo aereo, dalla forma sgraziata e tozza, era un biplano a reazione (l'unico tipo mai prodotto) utilizzato per vari lavori in campo agricolo, con risultati abbastanza discutibili.
Nella serie animata Helluva Boss, Belphegor ha l'aspetto di una pecora ed è la rappresentazione del peccato capitale dell'accidia, e come tale regna sul Cerchio dell'Accidia, il settimo e ultimo Cerchio dell'Inferno.